# 132 Aethra
132 Aethra (in italiano 132 Etra) è un piccolo e iridescente asteroide metallico della Fascia principale. Possiede un'orbita piuttosto eccentrica che a volte lo porta a essere più vicino al Sole del pianeta Marte. È stato il primo asteroide Mars-crosser a essere identificato come tale.
Aethra fu scoperto il 13 giugno 1873 da James Craig Watson dal Detroit Observatory dell'università del Michigan (USA) ad Ann Arbor. Fu battezzato così in onore di Etra, una figura della mitologia greca, madre dell'eroe greco Teseo.
La variabilità della sua curva di luce indica che l'asteroide ha una forma oblunga o irregolare.